# جريس رويتر
جُرَيس رويتر (باللاتينية: Campanula reuteriana) نوع نباتي ينتمي إلى جنس الجريس من الفصيلة الجريسية.

## الموئل والانتشار
موطنه بلاد الشام وتركيا.

## مرادفات للاسم العلمي
- (باللاتينية: Campanula cecilii Chitt. [Invalid])
- (باللاتينية: Campanula cecilii Rech. f. & Schiman-Czeika)
- (باللاتينية: Campanula propinqua var. grandiflora Milne-Redh.)